# قرار مجلس الأمن التابع للأمم المتحدة رقم 1686
قرار مجلس الأمن التابع للأمم المتحدة رقم 1686، الذي اتخذ بالإجماع في 15 يونيو 2006، بعد أن ذكر بالقرارات السابقة بشأن لبنان والمنطقة، بما في ذلك 1373 (2001)، 1566 (2004)، 1595 (2005)، 1636 (2005)، 1644 (2005) و1664 (2006)، مدد المجلس ولاية لجنة التحقيق الدولية المستقلة التابعة للأمم المتحدة للتحقيق في اغتيال رئيس الوزراء اللبناني السابق رفيق الحريري لمدة عام واحد.
وأيدت فرنسا والولايات المتحدة القرار الذي تم تبنيه في جلسة خاصة.

## القرار

### أعمال
ورحب مجلس الأمن بتقرير لجنة التحقيق الدولية ومدد ولايتها حتى 15 يونيو / حزيران 2007. ودعم قرار اللجنة بتوسيع قدراتها لمساعدة الحكومة اللبنانية في التحقيقات في الهجمات الأخرى في لبنان منذ 1 أكتوبر / تشرين الأول 2004.
أخيرًا، طلب المجلس من لجنة التحقيق الدولية المستقلة التابعة للأمم المتحدة تقديم تقرير ربع سنوي عن تقدم التحقيق.

## روابط خارجية
- نص القرار في undocs.org